# Resolutie 1743 Veiligheidsraad Verenigde Naties
Resolutie 1743 van de Veiligheidsraad van de Verenigde Naties werd op 15 februari 2007 unaniem aangenomen door de VN-Veiligheidsraad, en verlengde de vredesmacht in Haïti met een half jaar.

## Achtergrond
Na decennia onder dictatoriaal bewind won Jean-Bertrand Aristide in december 1990 de verkiezingen in Haïti. In september 1991 werd hij met een staatsgreep verdreven. Nieuwe verkiezingen werden door de internationale gemeenschap afgeblokt waarna het land in de chaos verzonk. Na Amerikaanse bemiddeling werd Aristide in 1994 in functie hersteld. Het jaar erop vertrok hij opnieuw, maar in 2000 werd hij herkozen. Zijn tweede ambtstermijn werd echter gekenmerkt door beschuldigingen van corruptie. In 2004 veroverden door het Westen gesteunde rebellen de controle over het land en werd Aristide opnieuw uit zijn ambt gezet. In juni dat jaren werden VN-vredestroepen gestuurd en in 2006 werd René Préval, die tussen 1995 en 2000 ook president was, opnieuw verkozen.

## Inhoud

### Waarnemingen
De Haïtiaanse regering werd opgeroepen de hervorming van de veiligheidsdiensten, justitie en het gevangeniswezen door te zetten. Ondanks de gemaakte vooruitgang bleef de situatie in Haïti de internationale vrede en veiligheid in de regio bedreigen.

### Handelingen
Daarom werd het mandaat van de MINUSTAH-vredesmacht verlengd tot 15 oktober 2007. De missie werd gevraagd de Haïtiaanse politie te blijven bijstaan in haar operaties tegen gewapende bendes en om de veiligheid te herstellen; vooral in de hoofdstad Port-au-Prince. Ook werd het geweld tegen de vredesmacht betreurd en veroordeeld. Ook de ernstige misdaden die tegen kinderen werden gepleegd, zoals verkrachting en seksueel misbruik van meisjes, werden veroordeeld.

## Verwante resoluties
- Resolutie 1658 Veiligheidsraad Verenigde Naties (2006)
- Resolutie 1702 Veiligheidsraad Verenigde Naties (2006)
- Resolutie 1780 Veiligheidsraad Verenigde Naties
- Resolutie 1840 Veiligheidsraad Verenigde Naties (2008)

Lijst ·  1739 ·  1740 ·  1741 ·  1742 ·  1743 ·  1744 ·  1745 ·  1746 ·  1747 ·  1748 ·  1749 ·  1750 ·  1751 ·  1752 ·  1753 ·  1754 ·  1755 ·  1756 ·  1757 ·  1758 ·  1759 ·  1760 ·  1761 ·  1762 ·  1763 ·  1764 ·  1765 ·  1766 ·  1767 ·  1768 ·  1769 ·  1770 ·  1771 ·  1772 ·  1773 ·  1774 ·  1775 ·  1776 ·  1777 ·  1778 ·  1779 ·  1780 ·  1781 ·  1782 ·  1783 ·  1784 ·  1785 ·  1786 ·  1787 ·  1788 ·  1789 ·  1790 ·  1791 ·  1792 ·  1793 ·  1794